# Công Tôn Thắng
Công Tôn Thắng, tên hiệu Nhập Vân Long (tiếng Trung: 入云龙 rồng luồn mây), là một nhân vật hư cấu trong tiểu thuyết cổ điển Trung Quốc Thủy Hử. Ông là một trong 36 Thiên Cương Tinh của 108 anh hùng Lương Sơn Bạc.

## Xuất thân
Tác phẩm miêu tả Công Tôn Thắng người cao tám thước, lông mày hình chữ bát (八), dung mạo cổ quái. Vốn là đạo sĩ ở trên núi, có tài phép lạ biến hóa khôn lường, võ nghệ của Công Tôn Thắng rất cao cường có thể sánh với Dương Chí.

## Gia nhập Lương Sơn
Khi Công Tôn Thắng nghe tin Tiều Cái có ý cướp sinh thần cương nên ông đã theo Tiều Cái mà đoạt lợi phẩm. Lương Trung Thư nghe tin bị cướp báu vật liền đùng đùng nổi giận liền sai Đô đầu bị phạm tội ra lãnh quân đánh tặc khấu bằng thua thì chém. Đô đầu ấy hai lần tấn công nhưng không thành lại bị Nguyễn Tiểu Ngũ sẻo tai, sợ mà trốn về. Tiều Cái thấy tình hình bất lợi liền dẫn huynh đệ của mình lên Lương Sơn. Nhưng Vương Luân (Trại chủ của Lương sơn lúc này) là một tên hèn nhát, bụng dạ hẹp hòi không muốn họ ở lại liền dụ tiền để đuổi họ đi, Lâm Xung thấy rõ bản chất tiểu nhân của Vương Luân, tức quá chém chết hắn và tôn Tiều Cái làm chủ trại. Về sau khi Lương sơn bạc đã hội tụ đủ 108 thủ lĩnh và phân chia thứ bậc, Công Tôn Thắng được xếp ở vị trí thứ 4.

## Đánh thắng Phàn Thụy
Vì Phàn Thụy chiến thắng khi giao đấu với Lương Sơn nên Công Tôn Thắng đề nghị Phàn Thụy phá trận Bát Quái của mình. Phàn Thụy sử dụng pháp thuật làm trời tối đen, hô mưa gọi gió làm quân Lương Sơn rối loạn, sau đó sai Lý Cổn, Hạng Sung đem 500 quân phá trận, song cả hai người đều bị bắt. Công Tôn Thắng đánh bại Phàn Thụy trong một trận chiến phép thuật. Phàn Thụy chạy thoát. Cuối cùng Phàn Thụy theo lên Lương Sơn.

## Về sau
Công Tôn Thắng là đạo sĩ của Toàn Chân Đạo. Lúc quân Lương Sơn chuẩn bị đi đánh Phương Lạp, Công Tôn Thắng đã bỏ đại quân phiêu bạt giang hồ, sau này truyền đạo cho Phàn Thụy, Chu Vũ, cả ba cùng vân du, tu tiên.

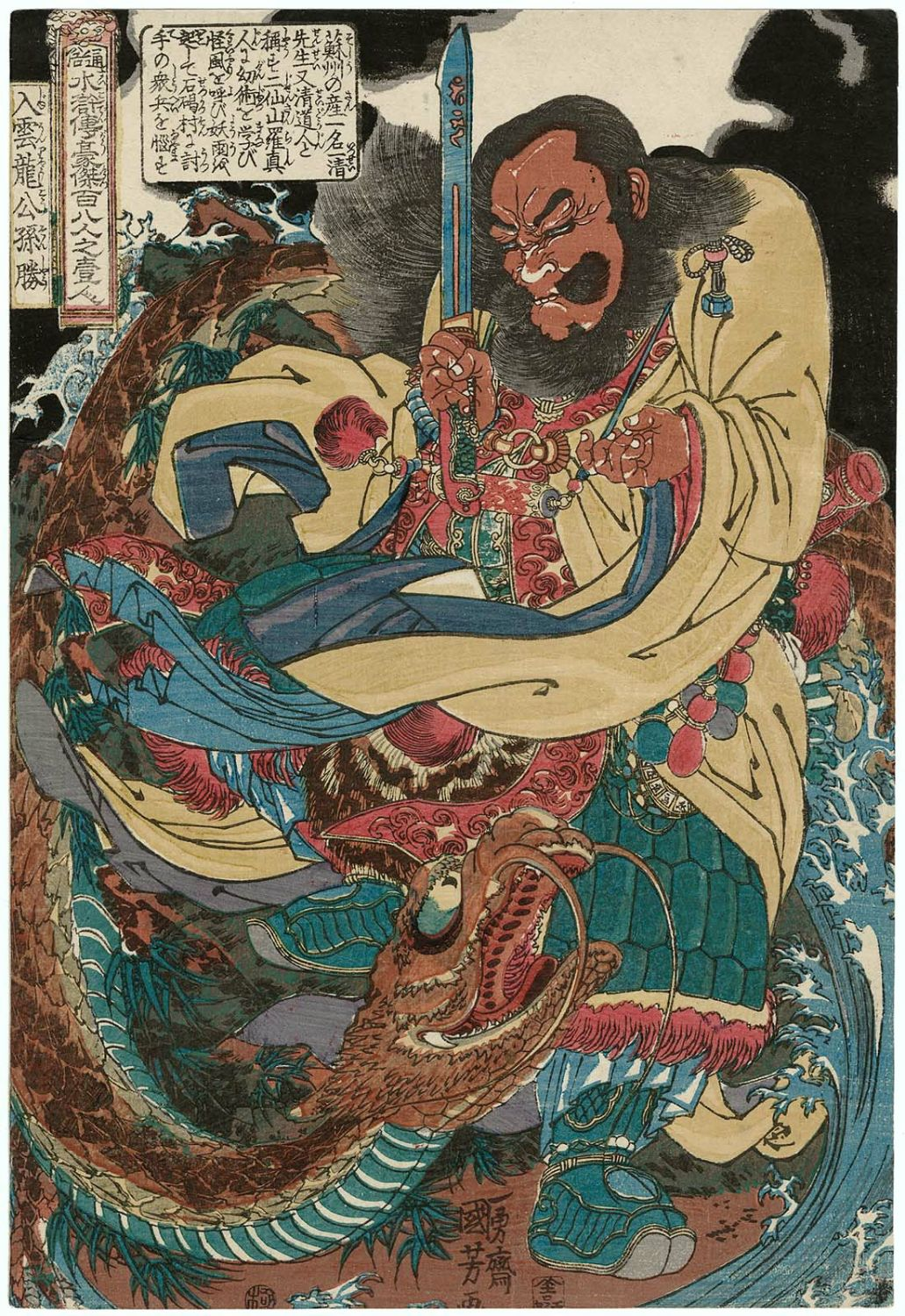
Thủy hử truyện - Công Tôn Thắng - tranh của Utagawa Kuniyoshi.

## TrongĐãng Khấu Chí
Vì tác giả cho Lương Sơn là phản tặc yêu ma nên tài phép của Công Tôn Thắng thường không được thần linh giúp sức nên không mấy khi hiệu nghiệm.
Tại hồi 65, Công Tôn Thắng cùng Phàn Thụy, Chu Đồng và Lôi Hoành trấn giữ Tam quan. Trương Thúc Dạ lệnh cho Trần Hy Chân đấu phép với Công Tôn Thắng. Trần Tử Đạo lập đàn dùng Càn Nguyên kính bắt hồn Nhập Vân Long. Công Tôn Thắng thấy tinh thần hoảng loạn, bèn dùng phép nội quan của La Chân Nhân định lại nguyên thần, sau lại đọc chú triệu hồi thần tướng, bảo vệ. Bỗng nhiên các thần tướng nói: "Chúng ta phụng pháp chỉ đến đây bảo vệ người, nhưng Cửu Thiên Huyền Nữ trách chúng ta bỏ thuận giúp nghịch, đòi trị tội. Nay đanh phải bỏ thầy mà đi thôi". Công Tôn Thắng thất kinh đang muốn đọc thần chú thì bất giác thần hồn bay mất, Công Tôn Thắng lạnh cứng trên giường. Quân lính tam quan biết tin thì rối loạn. Quân triều đình tràn lên cửa quan. Chu, Lôi liều chết không lui. Chu Đồng bị Đặng Tông Bật và Thân Tòng Trung vây công, chống không nổi bị chém vào chân và bị bắt sống. Lôi Hoành không cự được với Trương Ứng Lôi và Đào Chấn Đình, bị bắt sống. Tam Quan đã vỡ, quân triều đình toàn thắng. Phạm Thành Long vào trướng trói Công Tôn Thắng lại. Phàn Thụy định dùng phép thì bị Hy Chân trấn định, rồi bắt sống.